# Rogata Turniczka
Rogata Turniczka (słow. Rohatá vežička, ok. 2368 m) – turniczka w Wołowym Grzbiecie (Volí chrbát) w Tatrach Wysokich. Znajduje się w głównej grani Tatr na granicy polsko-słowackiej pomiędzy Rogatą Granią (Rohatý hrebeň) na zachodzie a Wielką Rogatą Szczerbiną (Veľká Rohatá štrbina, ok. 2355 m) na wschodzie.
Jest to wybitna turniczka. Na słowacką stronę, do Wołowej Kotlinki opada z niej szeroka grzęda o deniwelacji około 210 m. Na polską stronę, do Zachodu Grońskiego opada z niej urwista ściana o wysokości dochodzącej do 250 m po lewej stronie i 140 m po prawej stronie. Tak duża różnica wysokości ściany wynika ze stromości podcinającego ją żlebu.

## Taternictwo
Pierwsi zdobywcyBrak pewnych informacji o pierwszych zdobywcach turniczki. Katherine Bröske i Simon Häberlein 11 września 1905 r. jako pierwsi przeszli grań, ale nie wiadomo, czy na turniczkę wchodzili (można ją łatwo obejść).
Drogi wspinaczkowe
1. Wołowina w sosie własnym; V+ w skali UIAA, czas przejścia od podstawy ściany 3 godz.,
2. Północno-wschodnim żebrem; V A0, 3 godz.,
3. Południowe żebro; II, 30 min[2].

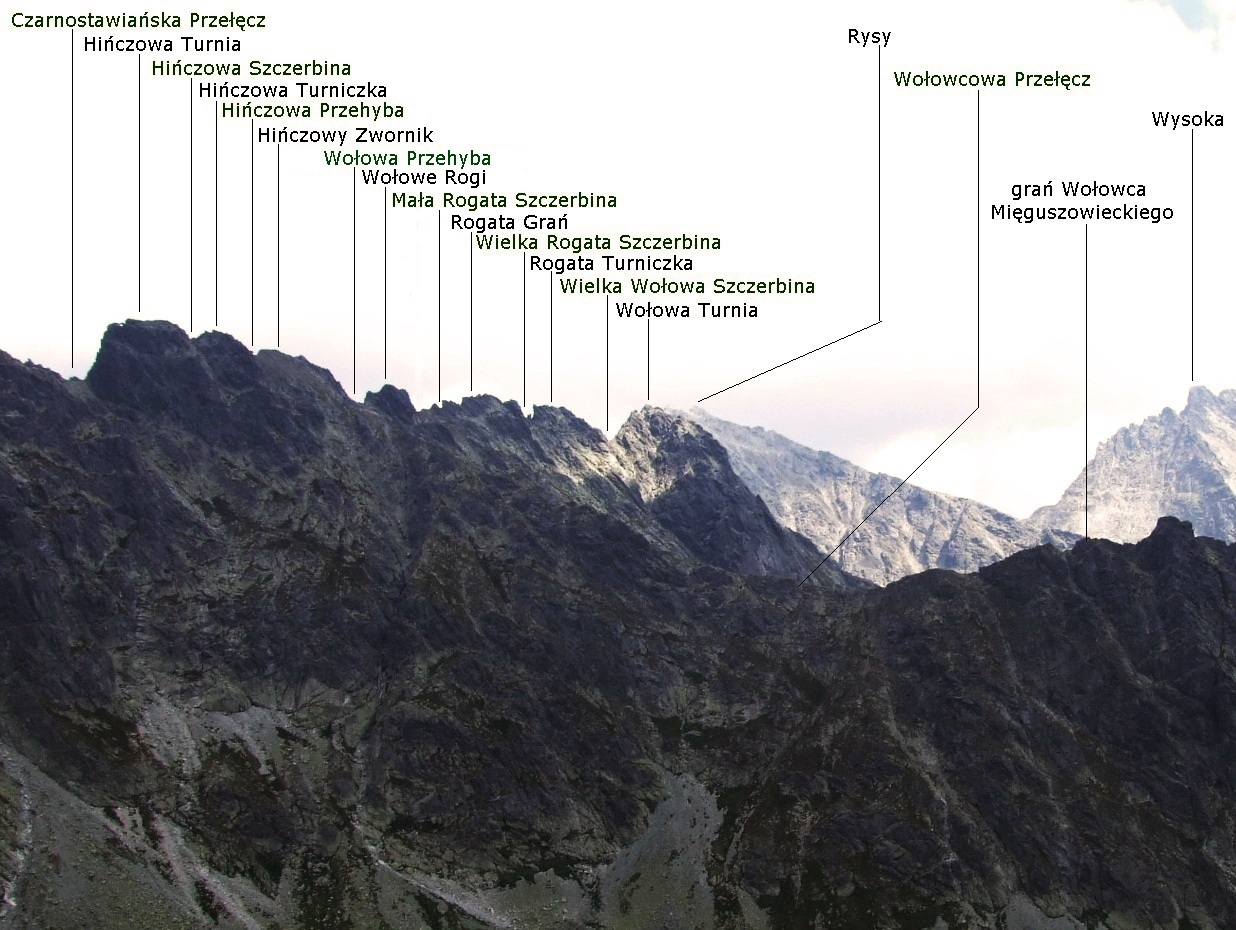
Widok z Wyżniej Koprowej Przełęczy
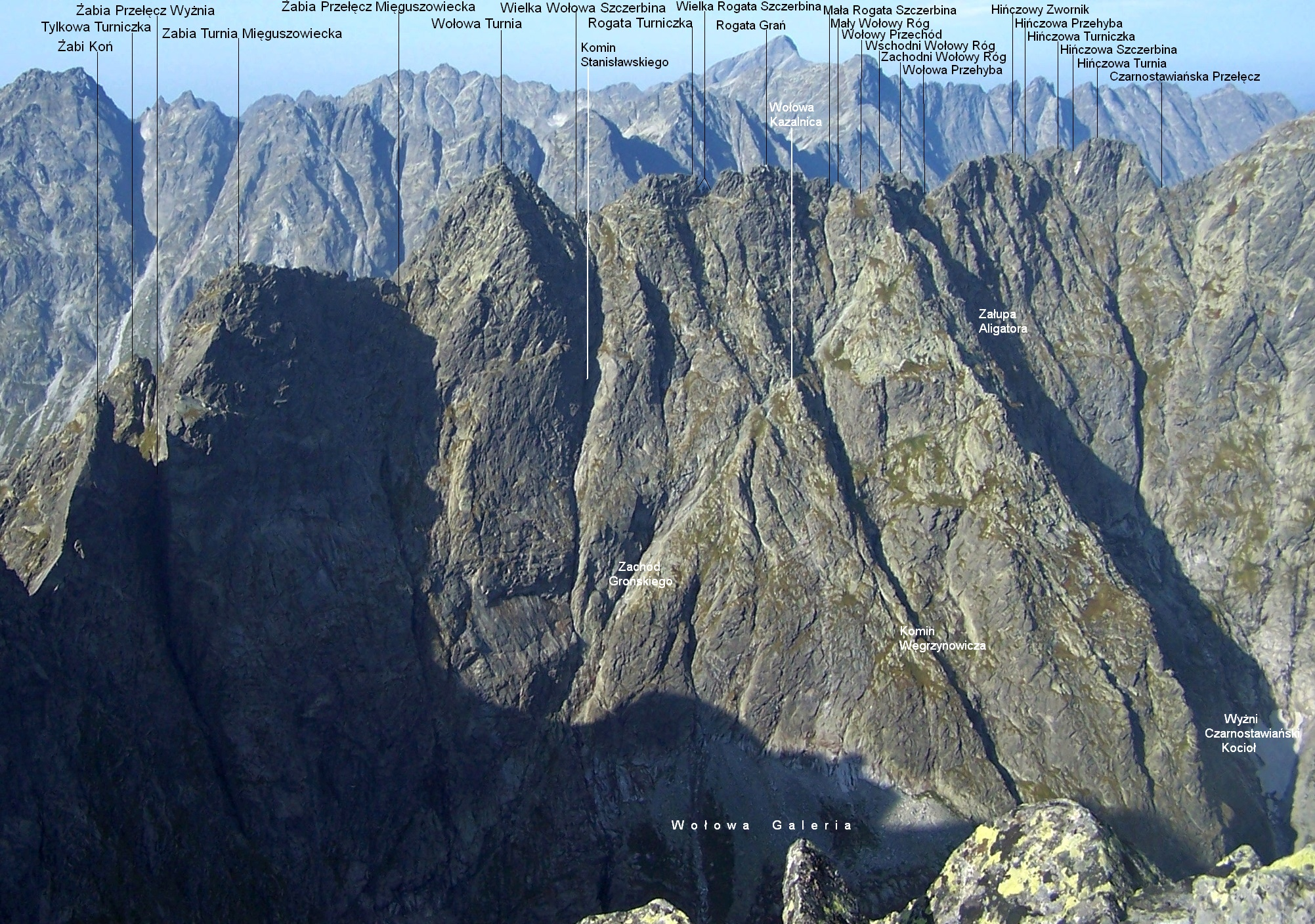
Widok z Rysów